# Pour que tu m'aimes encore
Pistes de D'eux
Le ballet
Pour que tu m’aimes encore est une chanson  interprétée par la chanteuse canadienne Céline Dion. C'est le premier extrait de son album D'eux sorti en 1995. Elle est écrite et composée par Jean-Jacques Goldman.
Chanson d’amour, elle connaît un succès fulgurant, restant 12 semaines no 1 des ventes en France et 15 semaines no 1 des ventes en Belgique francophone. Le CD 2 titres  s’est écoulé à 1 750 000 exemplaires dans le monde. C'est la chanson la plus diffusée par les radios françaises au cours de l'année 1995. Elle est une des rares chansons francophones à connaître le succès dans des pays non-francophones : aux Pays-Bas, en Suède, au Royaume-Uni, en Irlande et en Pologne.
Le clip de la chanson, réalisé par Michel Meyer (1995) est l'un des rares en langue étrangère à être diffusé à la télévision américaine sur la chaîne VH1. Il est disponible sur le DVD musical de Céline Dion On ne change pas (2005).
Pour que tu m'aimes encore est chantée sur tous les continents par Céline Dion lors de ses concerts ; ainsi, elle l'interprète lors de chaque représentation de sa résidence à Las Vegas et lors de sa tournée mondiale Taking Chances Tour en 2008.
La chanson est reprise en version anglaise par la chanteuse sur l'album anglophone suivant, Falling Into You en 1996 qui est l'un des disques les plus vendus de tous les temps.

## Performances commerciales
| Ventes de CD 2 titres (1995) | Meilleur classement |
| ---------------------------- | ------------------- |
| Belgique (Flandre)           | 2                   |
| Belgique (Wallonie)          | 1                   |
| Pays-Bas                     | 3                   |
| Europe                       | 4                   |
| Pologne                      | 7                   |
| France                       | 1                   |
| Irlande                      | 6                   |
| Québec : diffusions radio    | 1                   |
| Suède                        | 3                   |
| Suisse                       | 17                  |
| Royaume-Uni                  | 7                   |

À la suite de sa reprise par des candidats de l'émission musicale Das Supertalent en Allemagne, la chanson intègre les classements de meilleures ventes en Allemagne, en Autriche et en Suisse en 2011, 2012 et 2013.
| Ventes de chansons (2013) | Meilleur classement |
| ------------------------- | ------------------- |
| Allemagne                 | 39                  |
| Autriche                  | 30                  |
| Suisse                    | 35                  |

## Récompenses
La chanson reçoit la récompense musicale québécoise « Félix » de la chanson de l'année.
Pour que tu m'aimes encore est gratifiée du « Trophée Radio France Internationale » pour ses performances internationales.
En France, la chanson remporte aussi la « Victoire de la musique 1996 » de la chanson de l'année.

## Autres versions et reprises
- La chanson est incluse dans trois autres albums de Céline Dion : Live à Paris, Au cœur du stade, et Taking Chances World Tour: The Concert. Elle figure également dans trois albums de compilation, The Collector's Series, Volume One, On ne change pas, et My Love: Ultimate Essential Collection.
- Céline Dion interprète la chanson en français cinq soirées par semaine durant son spectacle A New Day… au Caesars Palace, à Las Vegas, et en 2008-2009 pendant sa tournée Taking Chances Tour. La chanson est aussi interprétée durant le concert pour les 400 ans de la ville de Québec, Céline sur les Plaines.
- En 2005, Céline Dion enregistre une version live avec 500 choristes pour l'album 500 Choristes avec…[11].
- Pour que tu m’aimes encore est adaptée en anglais, devenant If That’s What It Takes, dans l’album anglophone de Céline Dion Falling into You en 1996.
- En 1998, Jean-Jacques Goldman, auteur de la chanson, la reprend à la fin de ses concerts. Les paroles sont sensiblement modifiées, notamment au premier refrain qu’il passe au pluriel en le destinant à son public.
- En 2000 Elsa Lunghini, Liane Foly et Hélène Segara reprennent la chanson sur l'album Les Enfoirés en 2000[12].
- Le chanteur nigérian Funke Olayode enregistre une version en langue Yoruba intitulée To ba J’oun To Gba en 2001[13].
- Le groupe d'opéra-pop Il Divo reprend la chanson en novembre 2005, dans leur second album Ancora.
- Le grec Antonis Karalis chante une version en langue grecque intitulée S'Agapo Sa Trelos. en novembre 2006 sur son EP To Be Continued. La chanson est accompagnée de guitares électriques.
- Elena Paparizou chante une autre version grecque intitulée An Esy M'agapas. en mai 2007 sur son EP Fos
- Opium du peuple reprend la chanson dans une version rock en 2010 sur leur album Best Off
- La chanson est reprise en playback par Marion Cotillard dans le film français Rock'n Roll de Guillaume Canet en 2017.
- La chanson est reprise dans une version acoustique 15 août 2016 par Les Sœurs Boulay[14]
- Bart Peeters chante une autre version flamande intitulée Tot je weer van me houdt en 2017 sur son album Brood voor morgenvroeg[15]
- Slimane en fait une reprise en septembre 2021.
- Angèle en propose une reprise en guise de « carte blanche » dans l'émission Boomerang sur France Inter, en décembre 2021[16].